# Evelin Nádházy
Evelin Nádházy (* 2. März 1995) ist eine ungarische Sprinterin, die sich auf die 400-Meter-Distanz spezialisiert hat.

## Sportliche Laufbahn
Erste internationale Erfahrungen sammelte Evelin Nádházy im Jahr 2011, als sie bei den Jugendweltmeisterschaften nahe Lille im 200-Meter-Lauf mit 25,64 s in der ersten Runde ausschied. 2017 schied sie bei den U23-Europameisterschaften in Bydgoszcz über 400 Meter mit 53,22 s im Vorlauf aus, belegte mit der ungarischen 4-mal-100-Meter-Staffel in 45,03 s den sechsten Platz und erreichte mit der 4-mal-400-Meter-Staffel in 3:39,33 min Rang neun. Im Jahr darauf schied sie bei den Europameisterschaften in Berlin mit 54,34 s in der Vorrunde aus und auch bei den Leichtathletik-Halleneuropameisterschaften 2019 in Glasgow kam sie mit 53,90 s nicht über den Vorlauf hinaus. Anschließend nahm sie an der Sommer-Universiade in Neapel teil und schied dort mit 52,68 s im Halbfinale aus und zuvor erreichte sie bei den Europaspielen in Minsk in 3:25,01 min Rang 20 in der Mixed-Staffel. 2021 startete sie erneut bei den Halleneuropameisterschaften in Toruń, schied aber mit 55,11 s erneut in der ersten Runde aus. Im Jahr darauf verpasste sie mit der Staffel bei den Europameisterschaften in Budapest mit 3:29,39 min den Finaleinzug, wie auch bei den Weltmeisterschaften in Budapest mit 3:27,79 min.
In den Jahren 2017 und 2019 sowie 2021 und 2022 wurde Nádházy ungarische Meisterin im 400-Meter-Lauf sowie 2016, 2017 und von 2020 bis 2022 auch in der 4-mal-400-Meter-Staffel. 2017, 2020 und 2021 siegte sie auch in der 4-mal-100-Meter-Staffel und 2017 auch in der 4-mal-200-Meter-Staffel. Zudem wurde sie von 2017 bis 2019 Hallenmeisterin über 400 Meter und siegte 2017 und 2018 auch über 200 Meter und von 2017 bis 2019 und 2022 und 2023 auch in der 4-mal-400-Meter-Staffel.

## Persönliche Bestleistungen
- 200 Meter: 23,84 s (+0,9 m/s), 27. Juni 2021 in Debrecen
  - 200 Meter (Halle): 24,02 s, 7. Februar 2021 in Budapest
- 400 Meter: 52,68 s, 9. Juli 2019 in Neapel
  - 400 Meter (Halle): 53,52 s, 9. Februar 2019 in Linz